# جون أوقست أندرسون
جون أوقست أندرسون (بالإنجليزية: John August Anderson)‏ هو عالم فلك أمريكي، ولد في 7 أغسطس 1876 في رولاغ في النرويج، وتوفي في 2 ديسمبر 1959 في ألتادينا في الولايات المتحدة.